# معركة بئر السبع 1938
معركة بئر السبع وقعت هذه المعركة في 9 أيلول من العام 1938 وهي إحدى معارك الثورة الفلسطينية الكبرى.
اعتقدت قوات الاستعمار الإنجليزي أن الثورة الفلسطينية لن تمتد إلى منطقة بئر السبع جنوب فلسطين وذلك لبعدها وقلّة المستعمرين الصهيونيين الساكنين فيها، إلّا أن الثوار قرروا بقيادة قائد منطقة الخليل عبد الحليم الجولاني (أبو زيدان) الملقّب ب«الشَّلف» الهجوم على بئر السبع والاستيلاء عليها من أيدي الإنجليز من أجل جني المزيد من العتاد العسكري والسلاح.
أعدّ عبد الحليم الجولاني 60 ثائرًا نقلتهم 4 سيارات شحن كبيرة بالإضافة لبعض الثوار من غزة، أمّا القوات الإنجليزية فكانت 5 أفراد شرطة وضباطًا وبعض أفراد الشرطة العرب. قطع الثوّار كل الطرق المؤدية إلى بئر السبع لمنع وصول النجدات الإنجليزية، ونُفّد الهجوم في ظهيرة التاسع من أيلول عام 1938 وبفضل سرية التخطيط وعنصر المفاجأة ورصد تحركات الجيش الإنجليزي لمدة طويلة على أيدي المدرّسين الفلسطينيين في بئر السبع والتفوّق العددي للثوار، طوّق الثوار المدينة من أربع جهات وتمكّن فصيل القيادة من الدخول إلى مخازن السلاح واستولوا على 250 بندقية، 50 صندوق ذخيرة، رشاشًا، 50 مسدّسًا، وحوالي 200 قنبلة ومائة بندقية من النوع القديم، وعلى مدفع رشاش سريع الطلقات مع حقيبتي غيار له (استُعمل لاحقًا في إسقاط طائرتين بريطانيتين في معركة جورة بحلص)، وعلى عدد كبير من الخُوذ والألبسة. وبذلك استطاع القائد عبد الحليم الجولاني تسليح عدد أكبر من الثوار والتفرغ للعمليات الحربية بصورة أكثر تنظيمًا.
تمكّن الثوار من تحرير الأسرى الفلسطينيين من السجن وأُعطي كلٌ منهم بندقية وذخيرة، كذلك استطاعوا الوصول إلى الدوائر الحكومية، فتشوها واستولوا على ما يفيد منها، وبعد أن أخلوا دائرة الشرطة والدوائر الحكومية أحرقوها. نتج عن المعركة مقتل ضابط الشرطة الإنجليزي وجرح آخرين وانسحاب الثوار صباح اليوم التالي بسلام بعد أن استولوا على الذخيرة والسلاح والوثائق الهامة.